# Antocha (Orimargula) griseipennis
Antocha (Orimargula) griseipennis is een tweevleugelige uit de familie steltmuggen (Limoniidae). De soort komt voor in het Afrotropisch gebied.